# Velika župa Bribir
Velika župa Bribir bila je jedna od 22 velike župe na prostoru NDH. Sjedište joj je bilo u Šibeniku. Djelovala je od 26. listopada 1943.; nastala je preustrojem 4 dana poslije (30. listopada 1943.) ukinute Velike župe Bribira-Sidraga, a njeno ozemlje postalo je dijelom ove velike župe, uz proširenje priključenim područjem Šibenika.
Građansku upravu u župi vodio je veliki župan kao pouzdanik vlade imenovan od strane poglavnika. Obuhvaćala je područje kotarskih oblasti: 
- Bosansko Grahovo
- Drniš
- Knin
- Šibenik

te kotarska ispostava Drvar. 
Zbog ratnih okolnosti proglašeno za područje ove velike župe 20. svibnja 1944. iznimno stanje. Vojna je vlast zamijenila civilnu. Poslove građanske uprave preuzeo je vojni zapovjednik obalnog odsjeka Like. Njemu je za te poslove 28. ožujka 1945. dodijeljen posebni glavar građanske uprave.